# ماتیو بوژنه
ماتیو بوژنه (فرانسوی: Matthieu Boujenah‎؛ زادهٔ ۲۳ ژوئن ۱۹۷۶) هنرپیشه و کمدین اهل فرانسه است. وی متولد شهر بنیو، او-دو-سن(او-دو-سن) است. از فیلم‌هایی که وی در آن نقش داشته است می‌توان به ۲۴ روز اشاره کرد.